# Coccosphaerales
Ordre
Synonymes
- Coccolithophorales Schiller, 1926

Les Coccosphaerales ou Coccolithophorales (du grec κοκκος «pépin», λίθος «pierre», φορος «porter» ) sont un ordre d'algues unicellulaires microscopiques appartenant à la classe des Prymnesiophyceae au sein du groupe des Haptophytes. L'accumulation de leur squelette fossilisé est le composant majoritaire de la craie. Elles font partie des Coccolithophoridés.

## Description et caractéristiques
Ce sont des organismes exclusivement marins, que l'on rencontre en milieu pélagique. 
Ces algues protègent leur unique cellule sous une couche de plaques de calcite généralement discoïdes appelées coccolithes. 
La craie est constituée en majeure partie de coccolithophoridés qui ont sédimenté au fond d'une mer ou d'un océan, se sont fossilisés et ont pris en masse.
Après la mort des coccolithophoridés, les coccolithes qui sédimentent au fond de la mer vont constituer l'essentiel des énormes couches de craie qui caractérisent la période géologique du Crétacé. Lors de la crise biologique Crétacé-Tertiaire, 50 % des espèces de coccolithophoridés disparurent. 

## Liste des familles
Selon AlgaeBase (17 août 2015) :
- famille des Halopappaceae Kamptner, 1928

Selon ITIS (17 août 2015) :
- famille des Coccolithaceae Poche, 1913

Selon World Register of Marine Species (17 août 2015) :
- famille des Braarudosphaeraceae Deflandre, 1947
- famille des Calyptrosphaeraceae Boudreaux & Hay, 1969
- famille des Deflandriaceae Black, 1968
- famille des Halopappaceae Kamptner, 1928
- Coccosphaerales incertae sedis

Selon NCBI (1 janvier 2015) :
- famille des Calyptrosphaeraceae